# Heliport Andorra

i8
i11
i13
Der Heliport Andorra (IATA-Code: ALV) ist ein Hubschrauberlandeplatz in Andorra la Vella. 
Der Hubschrauberlandeplatz wurde 1999 in Betrieb genommen und verbindet Reisende mit dem Flughafen Barcelona-El Prat, dient heute auch als Kurzstreckenzubringer zum  rund 12 Kilometer entfernten Flughafen Andorra – La Seu d’Urgell. Die Flugzeit nach Barcelona beträgt rund 20 Minuten. Im Vergleich dauert die Fahrt mit einem Automobil rund drei Stunden. 
Der Heliport auf einer Höhe von 1042 Meter wurde in Folge im Jahre 2012 ausgebaut und verfügt über ein Terminalgebäude. Der Landeplatz hat eine Fläche von rund 4700 m² und befindet sich auf dem Dach des Hospital Nostra Senyora de Meritxell in der Avinguda Meritxell. Neben dem länglichen Landefeld befinden sich fünf Stellplätze für Hubschrauber. Der Heliport entspricht der ICAO-Brandschutzkategorie H 2 für Hubschrauber mit einem Rotorkreisdurchmesser von max. 24 Meter.